# Freestyler
Freestyler — сингл фінської групи Bomfunk MC's, що вийшов 2000 року. Він став одним з найгучніших синглів року, який підкорив багато європейських чартів.
У тексті самої пісні її свіжий і ритмічний стиль виконання протиставляється мелодійності пісень Селін Діон або синглу «Karma Chameleon» поп-групи Culture Club. Присутні відсилання ненормативного характеру, однак відеокліп показувався по MTV без цензури. Зокрема, фраза «So who the fuck is Alice, she is from Buckingham Palace?» (з англ. — «Хто, блядь, ця Аліса, вона з Букінгемського палацу?») відсилає до відомої пісні Living Next Door to Alice групи Smokie, а фраза «You know they can't handle like us Debbie does Dallas» (з англ. — «Ви знаєте, нас не можна «зробити», як Деббі «зробила» Даллас») — до порнофільму Debbie does Dallas.

## Відеокліп
Відеокліп до пісні знімався в Гельсінкі, переважно на станції метро Хаканіемі. При цьому використовувалася псевдо-чорно-біла плівка зі світлофільтром, що пропускає відтінки помаранчевого (схематичний колір Гельсінського метрополітену). Головний персонаж — молодий хлопчина з плеєром MiniDisc (виробництва Sony) — це фінський музикант Марло Снелман, якому на момент знімання було 15 років. Кастинг він пройшов завдяки своїй матері Лайлі Снелман.
За сюжетом він зустрічає у метро дивну людину (Раймонд Ебанкс), який заряджає його плеєр невідомою силою, здатною керувати часом. Марло розважається, перемотуючи час туди-назад для поїздів, перехожих, танцюристів, але починає зловживати даною йому силою. Наприкінці він знаходить в метро підпільний танцювальний івент брейкдансерів, але на них перемотування часу не діє. Людина, що дала йому силу, наближається до нього з невідомим наміром, і оскільки заморозити його не вдається, головний герой перемотує самого себе і знову виявляється на станції метро до отримання сили.
Надалі він також з'являється в камео в епізоді відеокліпу на сингл B-Boys & Flygirls (на часовій позначці 2:15), де також влаштовує безглузде хуліганство з гальмуванням машини.

## Чарти
| Чарт                             | Пікова позиція |
| -------------------------------- | -------------- |
| Australian Singles Chart         | 1              |
| Austrian Singles Chart           | 1              |
| Belgian Singles Chart (Фландрія) | 1              |
| Belgian Singles Chart (Валлонія) | 1              |
| Dutch Top 40                     | 1              |
| Finnish Singles Chart            | 4              |
| French Singles Chart             | 8              |
| German Singles Chart             | 1              |
| Italian Singles Chart            | 1              |
| New Zealand Singles Chart        | 1              |
| Norwegian Singles Chart          | 1              |
| Swedish Singles Chart            | 1              |
| Swiss Singles Chart              | 1              |
| UK Singles Chart                 | 1              |

## Вплив
- Композиція використана у відеогрі Mat Hoffman's Pro BMX 2.
- Також вона використана у фільмі Haggard: The Movie Бема Марджера.
- Пісня «Sidstyler» з таким приспівом і такий же аранжуванням співається групою Machinae Supremacy